# 夢現ファクトリー
『夢現ファクトリー』（むげんファクトリー）は、日本の音楽デュオ・RYTHEMが2006年5月24日にソニー・ミュージックアソシエイテッドレコーズから発売した2枚目のオリジナルアルバム。

## 内容
前作『ウタタネ』から約1年11ヶ月ぶりのオリジナルアルバム。
既発シングル5作の表題・カップリングを含む全14曲を収録しているが、9thシングル「ココロビーダマ」のカップリングでPRINCESS PRINCESSの「M」のリアレンジカバー曲と、「願い (朝焼けver.)」のみ未収録となった。

## 収録曲
1. ピカソの休日 [4:18]
作詞：RYTHEM
作曲：新津由衣
編曲：CHOKKAKU
10thシングルのカップリング曲。
2. 三日月ラプソディー [4:48]
作詞・作曲：RYTHEM
編曲：CHOKKAKU
7thシングルの表題曲。
3. ホウキ雲 [4:27]
作詞・作曲：RYTHEM
編曲：CHOKKAKU
ベーシックアレンジ：absolute3
6thシングルの表題曲。
4. ココロビーダマ [4:15]
作詞・作曲：RYTHEM
編曲：CHOKKAKU
9thシングルの表題曲。
5. 名を持つ人へ [4:14]
作詞・作曲：RYTHEM
編曲：CHOKKAKU
ベーシックアレンジ：absolute3
6thシングルのカップリング曲。
6. Song for you [3:46]
作詞・作曲：新津由衣
編曲：absolute3
8thシングルのカップリング曲。
7. 月のウサギ [4:03]
作詞・作曲：RYTHEM
編曲：absolute3
7thシングルのカップリング曲。
8. キセキ [4:36]
作詞：RYTHEM
作曲：新津由衣
編曲：森俊之
9. 願い [3:31]
作詞・作曲：RYTHEM
編曲：森俊之
10thシングルの表題曲。
10. 車輪の下 [5:09]
作詞・作曲：新津由衣
編曲：森俊之
11. フラミンゴ [3:45]
作詞・作曲：RYTHEM
編曲：CHOKKAKU
12. 気球が虹を越えた日 [4:52]
作詞：RYTHEM
作曲：新津由衣
編曲：CHOKKAKU
13. Dear Friend [4:57]
作詞・作曲：加藤有加利
編曲：CHOKKAKU
8thシングルのカップリング曲。
14. 20粒のココロ [5:36]
作詞・作曲：新津由衣
編曲：CHOKKAKU
8thシングルの表題曲。

## 参加ミュージシャン
RYTHEM
- YUI：Vocal (全曲)
- YUKA：Vocal (全曲)

Additional Musician
- CHOKKAKU：Sound Produced (#1〜5,11〜14)、Programming & Instruments (#1〜5,11,13,14)
- 森俊之：Sound Produced & All Programming & Instruments (#8,9,10)、Acoustic Piano (#9,10)、Hammond Organ (#10)
- 宗岡礼二郎：Guitar (#6,7)
- 佐橋佳幸：Guitar (#9,10)
- 小倉博和：Guitar (#8)
- 灰野一平：Piano (#6,7)、Pianica (#11)
- 種子田健：Bass (#1,2,3,5,13,14)
- 松原秀樹：Electric Bass (#9,10)
- そうる透：Drums (#2,3,5,13,14)
- 河村"カースケ"智康：Drums (#9)
- 森信行：Drums (#10)
- 佐藤芳明：Accordion (#1)
- 弦一徹ストリングス：Strings (#3)
- 金原千恵子ストリングス：Strings (#8)
- 後藤勇一郎ストリングス：Strings (#9)
- 山本拓夫：Clarinet (#1)、Saxophone (#2)、Flute (#5)
- 西村浩二：Trumpet (#2)
- 村田陽一：Trombone (#2)
- Our dear friends：Chorus (#2)

## タイアップ
- TBS系列紀行ドキュメンタリー番組『世界ウルルン滞在記』2005年8月〜12月度エンディングテーマ (#2)
- テレビ東京系列アニメ『焼きたて!!ジャぱん』初代オープニングテーマ (#3)
- テレビ東京系列アニメ『焼きたて!!ジャぱん』6代目エンディングテーマ (#4)
- 日本テレビ系列朝の情報番組『スッキリ!!』2006年4月度エンディングテーマ (#9)

## 映像作品

### 内容
前作『ウタタネのメ -VIDEO CLIPS 1-』から約1年10ヶ月ぶりの映像作品。
既発シングルの表題曲のミュージック・ビデオが収録されている。